# Сибирский институт международных отношений и регионоведения
Сибирский институт международных отношений и регионоведения — образовательное учреждение высшего профессионального образования. Институт готовил специалистов в области международных отношений, востоковедения, политологии, иностранных языков, дипломатии, международной и национальной безопасности, мировой политики. На базе СИМОР проводились научные исследования в области политических, исторических, экономических наук, а также в сфере регионоведения, права, организации и управления, регулярно публикующиеся в рецензируемых журналах. 
Вуз лишен государственной аккредитации и прекратил деятельность летом 2019 года.

## Краткое описание
Институт реализовал образовательные программы высшего профессионального образования, послевузовского профессионального образования (Аспирантура), дополнительного профессионального образования (повышение квалификации, профессиональная переподготовка и образование, дополнительное к высшему), довузовского образования (подготовка к поступлению в ВУЗ). Также институт выполняет фундаментальные и прикладные научные исследования.
СИМОиР имел лицензию на осуществление образовательной деятельности и свидетельство о государственной аккредитации, являлся членом УМО вузов России по образованию в области международных отношений и политологии.
Институт также являлся участником проектов Рособрнадзора «Апробация типовой модели системы качества образовательного учреждения» и «Обучение сотрудников образовательных учреждений в области гарантий качества».
СИМОиР имел десятилетний опыт обучения иностранных студентов. Общее количество выпускников — граждан зарубежных стран составляет более 200 человек. Институт являлся партнёром Американских Советов по международному образованию.

## История
СИМОиР был основан в 1998 году в Новосибирске. Основным учредителем института является межрегиональная ассоциация экономического взаимодействия «Сибирское соглашение».

## Структура
В состав Института входят научно-исследовательские подразделения, факультеты, кафедры, аспирантура, структурные подразделения дополнительного профессионального образования, воспитательной работы, подготовительные отделения и курсы, библиотека, издательский отдел, учебные, информационно-аналитические подразделения и т. д.
Факультеты
Факультет международных отношений
Факультет ведёт подготовку специалистов в области международных отношений и дипломатии. Учебные планы факультета предполагают обязательное изучение 2-х иностранных языков с первого года обучения на выбор (английский, французский, немецкий, испанский, итальянский). На факультете изучаются политология, геополитика, история и теория международных отношений и дипломатии, международное публичное и частное право, современные международные отношения, внешняя политика Российской Федерации, мировая экономика и международные экономические отношения, мировая политика, дипломатия и консульская деятельность, национальная и международная безопасность, таможенное дело и таможенное право, государственная и муниципальная служба и многое другое. Учебные планы факультета международных отношений ориентированы на подготовку профессиональных дипломатов, управленцев, политических аналитиков и консультантов для самой широкой сферы.
Факультет востоковедения
Факультет ведёт подготовку специалистов в области зарубежного регионоведения (востоковедения). Учебные планы факультета предполагают обязательное изучение 2-х иностранных языков с первого года обучения на выбор: китайский, японский, персидский (фарси), турецкий — в качестве первого языка; английский — в качестве второго. На факультете изучаются этнология, история, культура, экономика, социально-политическая ситуация изучаемого региона и страны, международные отношения в регионе, внешняя политика изучаемых государств, политология, геополитика, история и теория международных отношений и дипломатии, международное публичное и частное право, современные международные отношения, внешняя политика Российской Федерации, мировая экономика и международные экономические отношения, мировая политика, дипломатия и консульская деятельность, национальная и международная безопасность, государственная и муниципальная служба и многое другое. На факультете открыты Центр иранистики и языка фарси и Центр иврита и израильской культуры.
Факультет политологии
Факультет ориентирован на подготовку бакалавров с акцентом на транснациональные составляющие современных политических и экономических процессов. На факультете изучаются мировая политика, геополитика, международные отношения, политические технологии, политика и право, политическая конфликтология, политический менеджмент, политический анализ и прогнозирование, политическая регионалистика и этнополитология, государственная политика и управление, сравнительная политология и многое другое.
Факультет переводчиков
Факультет переводчиков готовит переводчиков по следующим иностранным языкам: английский, французский, немецкий, испанский, итальянский, китайский, японский, персидский (фарси). Выпускникам факультета присваивается квалификация «Переводчик в сфере профессиональной коммуникации».
Факультет дополнительного образования
Факультет дополнительного образования открыт в институте с целью переподготовки и повышения квалификации специалистов. На факультете открыта Высшая школа политики, курсы повышения квалификации, курсы переподготовки кадров, которые проводятся, в том числе, и совместно с Дипломатической академией МИД России, курсы иностранных языков. Обучение проводится по следующим программам: международные отношения, востоковедение, политология, иностранные языки.
В процессе обучения перед студентами регулярно выступают ведущие политики, дипломаты и учёные России и зарубежных стран.
Высшая школа политики
Высшая школа политики открыта в Сибирском институте международных отношений и регионоведения при факультете политологии с целью подготовки профессиональных кадров в области практической политики. На базе Школы проводятся курсы повышения квалификации и профессиональной переподготовки кадров. Преподавателями школы являются ведущие политологи страны и мира, опытные политики и политтехнологи, дипломаты, юристы, психологи. По окончании курса выдаётся документ о повышении квалификации установленного образца.
Темы курсов и ведущие специалисты:
С. Г. Кара-Мурза: «Политические технологии»;
С. А. Марков: «Политический анализ и прогнозирование»;
Л. Г. Ивашов: «Современная геополитика России»;
И. А. Василенко: «Международные переговоры: стратегия, тактика, технологии»;
В. Д. Соловей: «Политические технологии»;
В. Р. Мединский: «Политическая история России»;
В. Р. Легойда: «Политико-религиозные отношения в России»;
А. А. Проханов: «Политический анализ и прогнозирование»;
В. В. Познер: «Новые политические тренды в современной России и зарубежных странах».
Центр геостратегических исследований
Задачами Центра являются поиск и проведение первых научных исследований в малоизученной области системы международных отношений — в области международных связей регионов. Весьма значимые теоретические результаты деятельности нашли своё отражение в монографиях, кандидатских и докторских диссертациях. С 2007 года Центр совместно с Новосибирским государственным университетом, Сибирской государственной геодезической академией, Институтом систем информатики СО РАН, Институтом экономики и организации промышленного производства СО РАН реализует интеграционный междисциплинарный проект: создание «Информационной системы поддержки и развития международных связей регионов (РЕГИОН-МС)».

## Аспирантура
В 2004 году в СИМОиР открыта аспирантура по специальности «Политические проблемы международных отношений, глобального и регионального развития». В аспирантуре института учится несколько десятков аспирантов, регулярно публикуются и готовятся к защите новые работы. Молодые учёные и аспиранты проходят стажировку или научную практику за рубежом (для этого институт укрепляет свои связи с университетами Австралии, Австрии, Болгарии, Великобритании, Германии, Ирана, Испании, Италии, Канады, Китая, Польши, США, Турции, Франции, Японии).

## Практика и трудоустройство
Институт обеспечивает практику студентов и аспирантов в ЮНЕСКО, Совете Европы, в вузах — партнёрах, в том числе в Италии, США, Канаде, Франции, Германии, Китае, Турции, Испании, Японии, Иране.

## Научная деятельность
В СИМОиР подготовлены и защищены докторские и кандидатские диссертации по проблемам международных отношений и глобального развития. Выполняются многочисленные исследования, результаты которых публикуются в рецензируемых журналах, в том числе — в общенациональном научно-политическом журнале «Власть» Института Социологии Российской академии наук (37 публикаций на июнь 2014 года), в «Вестнике Российского Университета Дружбы Народов», в журнале Российской академии народного хозяйства и государственной службы при Президенте Российской Федерации «Государственная служба».
На базе Института проходят международные научные конференции по проблемам международного сотрудничества регионов государств, в том числе с участием МИД России и Совета Европы.
СИМОиР является учредителем и издателем научного альманаха «Сибирский Международный», где публикуются результаты научных исследований учёных, педагогов, аспирантов и студентов, дипломатических работников, а также политических деятелей.
Для учащихся старших классов Институтом проводятся межрегиональные Олимпиады по истории России, обществознанию и русскому языку

## Общественная деятельность
СИМОиР и его студенты ведут активную общественную деятельность. Студенты института принимают участие в различных официальных и неофициальных встречах и мероприятиях, в том числе организованных Постоянным представительством РФ при Совете Европы в Страсбурге.
Институт активно содействует творческому развитию студентов, устраивая различные мероприятия с известными людьми творческих профессий. Так, в рамках Всероссийского литературного фестиваля «Белое пятно»-2012, в институте была организована творческая встреча с писателями Павлом Крусановым и Сергеем Носовым, в 2009-м прошла посвящённая 100-летию Тель-Авива выставка израильского фотохудожника Дмитрия Биленкина.

## Интересные факты
Президент СИМОиР Ю. И. Дубровин награждён Орденом Королевы Виктории «За доблесть, честь и достоинство», а ректор СИМОиР О. В. Плотникова — один из двадцати человек в мире, награждённых Орденом «Объединённая Европа».